# Kali Angke
Kali Angke är ett vattendrag i Indonesien.   Det ligger i provinsen Jakarta, i den västra delen av landet, 15 km nordväst om huvudstaden Jakarta.